# Колтівська сільська рада
| Колтівська сільська рада — колишній орган місцевого самоврядування у Золочівському районі Львівської області з адміністративним центром у с. Колтів. Історична дата утворення: в 1939 році. Водоймища на території, підпорядкованій даній раді: річка Західний Буг. Сільській раді були підпорядковані населені пункти: - с. Колтів - с. Верхобуж - с. Кругів |

## Склад ради
Рада складалася з 16 депутатів та голови.

### Керівний склад ради
| ПІБ                         | Основні відомості                                                 | Дата обрання | Дата звільнення |
| --------------------------- | ----------------------------------------------------------------- | ------------ | --------------- |
| Калушка Петро Іванович      | Сільський голова, 1964 року народження, освіта, безпартійний      | 26.03.2006   | 31.10.2010      |
| Кальмук Любов Володимирівна | Сільський голова, 1960 року народження, освіта вища, позапартійна | 31.10.2010   |                 |

Примітка: таблиця складена за даними джерела